# Lenguas sudarábigas modernas
Las lenguas sudarábigas modernas (también llamadas sudarábigo oriental o meridional oriental) es un grupo filogenético de lenguas semíticas hablado principalmente por pequeños grupos que habitan el sur de la península arábiga, en Yemen y Omán. Junto con las lenguas semíticas etiópicas, que son el grupo semítico más cercano a las sudarábigas, forman el semítico meridional.

## Clasificación
La clasificación de Alexander Militarev hecha a partir de métodos glotocronológicos sugiere que estas lenguas forman un grupo junto con lenguas etiópicas y juntas estas dos ramas constituyen un grupo diferente al formado por el resto de lenguas semíticas modernas.
Debe señalarse que si bien en un tiempo se consideró que estas lenguas eran descendientes directos el antiguo sudarábigo, esa perspectiva ha sido abandonada. De hecho parece que el antiguo sudarábigo (sabeo), está más relacionado con las lenguas etiópicas que con las modernas lenguas sudarábigas.

### Lenguas del grupo
- Mehri: es la lengua sudarábiga con más hablantes, con más de 70 mil hablantes en Yemen y otros 50 mil en Omán, y otros 15 mil que viven en Kuwait después de haber emigrado a ese país. La población total en todos los países se estima en 135 764 (SIL, 2000). El grupo étnico se denomina a sí mismo Mahra.
- Socotrí: es otro grupo numeroso, con hablantes de la isla de Socotra aislados de las presiones del árabe yemení. De acuerdo, con el censo de 1990 de Yemen, el número de hablantes de era de 57 mil (incluyendo, tal vez, socotríes que viven en el continente). La población total en todos los países (incluyendo trabajadores emigrados) es de unos 64 mil.
- Shehri: (frecuentemente llamado Jebbali o Jibbali o "lengua de las montañas"), con unos 25 mil hablantes, fue la lengua principal hablada por la mayoría de rebeldes de la rebelión de Dhofar durante los años 1960 y 1970 en la provincia omaní de Dhofar situada a lo largo de la frontera con Yemen.
- Bathari: para el que se estima quedan solo unos 200 hablantes.
- Harsusi: con entre 1000 y 2000 hablantes en Omán.
- Hobyót: con solo un centenar de hablantes en Omán.

## Descripción lingüística

### Gramática
Las lenguas sudarábigas modernas son notables por sus características aparentemente arcaicas dentro del grupo semítico, particularmente en su fonología. Por ejemplo, son el único grupo de semítico que conserva las fricativas laterales del idioma protosemítico.
Además, Militarev sugiere que debió existir un substrato lingüístico de tipo cushítico, que supuestamente habría estado presente en la península arábiga junto con los hablantes de lenguas semíticas. De acuerdo con Václav Blažek, esto sugiere que los semitas habrían asimilado poblaciones cushíticas vecinas. Blažek argumenta además que el Levante mediterráneo sería, por tanto, el Urheimat del proto-afrosiático, desde donde las diferentes lenguas afroasiáticas se habrían dispersado.

## Comparación léxica
Los numerales para diferentes lenguas cushitas meridionales son:
| GLOSA | Bathari            | Hobyót              | Harsusi            | Mehri              | Shehri              | Soqotri           | PROTO- SUDARÁBIGO   |
| ----- | ------------------ | ------------------- | ------------------ | ------------------ | ------------------- | ----------------- | ------------------- |
| 1     | tʼɑːd / tʼejt      | tʼɑːd / tʼɑd        | tʼɑːd / tʼejt      | tʼɑːd / tʼɑjd      | tʼad / tʼit         | tʼɒt / tʼɛh       | tʼād / tʼayd(ti)    |
| 2     | θe'roh / θe'ret    | θruh / θɑrt         | θə'roh / θərit     | θroh / θrɑjt       | θroh / θrəh         | trɒh / trih       | *θəroh / *θrayt     |
| 3     | ɬɔːθiːt / ɬhəːliːθ | ɬɑːfɑjt / ɬɑliːt    | ɬɑːθejt / 'ħɑjneθ  | ɬɑːθɑjt / ɬɑhliːθ  | ɬha'liθ / ɬɔ'θet    | ɬɛlɛh / ɬɛʕtɛh    | *ɬāθayt / *ɬhɑlīθ   |
| 4     | rib'ʕɑt / 'ʔɑrbɑʕ  | ʔɑrboːt / ʔorbɑ     | ʔarbɑ'ʕot / ʔorbaʕ | ʔarbuːt / ʔarbaː   | ʔerba'ʕot / 'ʔorbaʕ | ʔɒrbɛʕ / ʔirbəʕ   | *ʔarbaʕot / *ʔarbaʕ |
| 5     | xəmmɔːh / xɑːməh   | xummuh / xɑjmɑ      | xəm'moh / xɑːmeh   | xammoh / xɑjmɑh    | xũʃ / xĩʃ           | χīmɛh / χɒjməh    | *xəmmoh / *xaymah   |
| 6     | jətiːt / het       | jitːiːt / hɑt       | h'tajt / het       | ʔitiːt / hitː      | ʃ'tet / ʃɛt         | jhɒːʕt / hītəh    | *šdīt / *šat        |
| 7     | həbəʕiːt / hɑːbɑʕ  | hbɑjt / hoːbɑ       | hebiʕɑːt / hɔːbaʕ  | ʔiːbɑjt / hoːba    | səb'ʕet / ʃɔːʕ      | jhɒbəʕ / hibʕəh   | *šābʕait / *šābaʕ   |
| 8     | θəməniːt / θəmɔːni | θɑmɑneːt / θɑmoːniː | θəməneːt / θəmeːni | θɑmɑniːt / θmoːniː | θĩ'nit / θũni       | tɛmɔːni / tɛmənɛh | *θamanīt / *θamāni  |
| 9     | sɑʕiːt / 'sɑʕ      | sˤɑːʕeːt / sɑʔ      | sɑ'ʕit / soʕ       | sʕɑjt / sɛː        | sa'ʕet / sɔʕ        | sɛʕ / sɛʕəh       | *saʕīt / *saʕ       |
| 10    | ʕiɬiriːt / ʕɑːɬɑr  | ʔɑɬareːt / ʔoːɬɑr   | ʕɑɬi'rit / ʕɔːɬer  | ʔɑɬɑriːt / ʔoːɬɑr  | ʕəɬi'ret / 'ʕɔɬər   | ʕɑːɬər / ʕɛɬrɛh   | *ʕaɬarīt / *ʕāɬər   |
Cuando aparecen dos formas la primera se refiere a la forma de masculino y la segunda a la forma de femenino.